# Naranjo

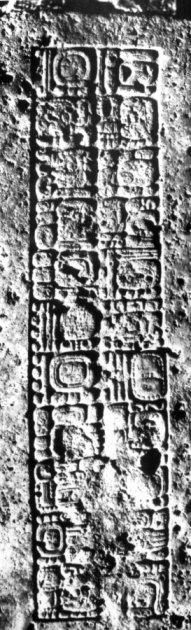
Iscrizione relativa al regno di Itzamnaaj K'awil (784-810)

Naranjo (il nome in spagnolo indica l'arancio) è  il nome con cui sono conosciute le rovine di una città della civiltà Maya localizzata nel dipartimento del Petén in Guatemala, a circa 10 km dal confine con il Belize. È stata la capitale del regno di Saal, durante il Periodo Classico Maya. Gli antichi nomi Maya della città erano Wak Kab'nal e Maxam.